# Ernesto Maria Pasquali
Pour les articles homonymes, voir Pasquali.
Ernesto Maria Pasquali, né en 1883 à Montù Beccaria en Italie et mort le 9 mai 1919 à Turin, est un producteur de cinéma et réalisateur italien.

## Biographie
Issu d'une famille bourgeoise, il fait des études de comptabilité mais développe très tôt une passion pour l'écriture et le théâtre. Il entre comme journaliste à la Gazzetta del Popolo où s'illustre son style ironique et brillant. Après un passage chez Ambrosio Film, qu’il quitte en 1907, il
fonde en 1908 à Turin la Pasquali Film, société de production italienne de films, en assurant également lui-même, au début, la mise en scène.
Souffrant d'une forme grave d'hyperthyroïdie, il meurt prématurément à l'âge de 36 ans.

## Filmographie partielle

### Comme réalisateur
- 1907 : Dévouement maternel (La mamma)
- 1907 : Les Dynamiteurs (I dinamitardi)
- 1907 : La cavallina brettone
- 1909 : Cyrano de Bergerac (Cirano de Bergerac)
- 1909 : Le Capitaine Fracasse (Capitan Fracassa)
- 1909 : Alboïn et Rosemonde (Alboino e Rosmunda)
- 1909 : Ettore Fieramosca
- 1909 : Théodora (Teodora imperatrice di Bisanzio)
- 1913 : Le gendarme (Il carabiniere)
- 1916 : Quand l'amour refleurit
- 1916 : La comtesse Arsenia  (La contessa Arsenia)